# ブリテンのトマ
ブリテンのトマ（英語: Thomas of Britain、仏語: Thomas d'Angleterre, アングルテールのトマとも）は、12世紀の詩人。トリスタンとイゾルデ伝説の作品の一つである古フランス語の詩『トリスタン』を書いたことで知られる。

## トリスタン
トマの『トリスタン』は3300行しか残っておらず、大半が物語の後半部のものである。現存するのは全体の6分の1と言われている。
この詩作はヘンリー2世の宮廷と近い結びつきが読み取れるため、おそらくアリエノール・ダキテーヌのために1155年から1160年の間に書かれたとされる。それ以上のトマの素性は闇に包まれている。かつてトマは『角物語』（Romance of Horn）を書いた「トマ」と同一人物と考えられていたが、現在は否定されている。
トマのテキストは断片のみであるが、トマの作品を二次的に使用したものが残っており、不足分を復元することが可能である。
- ゴットフリート・フォン・シュトラースブルクの『トリスタン』（中高ドイツ語）、これは1210年の未完の作品であるが、偶然にもトマの作品に欠けている部分をすべてカバーしている。ゴットフリートは物語を約3倍に膨らませたが、残りの部分はトマの作品に忠実とされる。
- 修道士ローベルト（英語版）が1226年に書いた散文作品『トリストラムとイソンドのサガ』（Tristrams saga ok Ísöndar, 古ノルド語）。トマの物語を縮約している。
- 中英語の『トリストレム卿』（韻文、13世紀）。トマを大幅に要約した再話である。
- イタリア語の『円卓』（La Tavola Ritonda, 散文、14世紀）。

トマの作品は、トリスタン伝説の「宮廷本系」で知られている限り最初の作品であり、ゴットフリートもこの宮廷本系に属している。これはベルールやアイルハルト・フォン・オベルクの「流布本系」とは区別される。宮廷本系は宮廷の聴衆の感性と期待に沿うことに重点が置かれている。これらをうけて、後のすべての作品に影響を与えたオリジナルの『原トリスタン』（Ur-Tristan）を仮定する学者もいる。ジョゼフ・ベディエ（英語版）は後の作品からオリジナルを再現する試みを行った。

## 日本語訳
- 佐藤輝夫 著『トリスタン伝説 流布本系の研究』 1981年 中央公論社 ISBN 978-4120009969。本の後半の資料編に、流布本の代表としてベルール『トリスタン物語』、風雅体本の代表としてトマ『トリスタン物語』の翻訳を収録している。
- 新倉俊一訳『フランス中世文学集 1 信仰と愛と』 1990年 白水社 ISBN 978-4560046005。ベルール『トリスタン物語』、トマ『トリスタン物語』、オクスフォード本『トリスタン佯狂』、ベルン本『トリスタン佯狂』を収録。